# Liste der Biografien/Schwab
Liste der Biografien |
Portal Biografien |
Personensuche
# |
A |
B |
C |
D |
E |
F |
G |
H |
I |
J |
K |
L |
M |
N |
O |
P |
Q |
R |
S |
T |
U |
V |
W |
X |
Y |
Z |
?
 
Sa |
Sb |
Sc |
Sd |
Se |
Sf |
Sg |
Sh |
Si |
Sj |
Sk |
Sl |
Sm |
Sn |
So |
Sp |
Sq |
Sr |
Ss |
St |
Su |
Sv |
Sw |
Sy |
Sz
 
Sca–Sce |
Sch |
Sci–Scz
 
Scha |
Schc |
Schd |
Sche |
Schg |
Schi |
Schj |
Schk |
Schl |
Schm |
Schn |
Scho |
Schp |
Schr |
Schs |
Scht |
Schu |
Schv |
Schw |
Schy
 
Schwa |
Schwe |
Schwi |
Schwo |
Schwu |
Schwy
 
Schwaa |
Schwab |
Schwac |
Schwad |
Schwae |
Schwag |
Schwah |
Schwai |
Schwak |
Schwal |
Schwam |
Schwan |
Schwap |
Schwar |
Schwas |
Schwat |
Schwau |
Schwaz
Die Liste der Biografien führt alle Personen auf, die in der deutschsprachigen Wikipedia einen Artikel haben. Dieses ist eine Teilliste mit 254 Einträgen von Personen, deren Namen mit den Buchstaben „Schwab“ beginnt.

## Schwab
- Schwab, Adolf J. (* 1937), deutscher Elektrotechniker
- Schwab, Alexander (1887–1943), deutscher kommunistischer Politiker und Publizist
- Schwab, Andrea (* 1958), österreichische Sängerin, Lehrende für Stimmbildung und Publizistin
- Schwab, Andreas (* 1971), Schweizer Historiker, Politiker, Kulturmanager und Autor
- Schwab, Andreas (* 1973), deutscher Politiker (CDU), MdEP
- Schwab, Anselm II. (1713–1778), Abt der Reichsabtei Salem
- Schwab, Anselm Peter (1910–1983), österreichischer Benediktinermönch und katholischer Theologe
- Schwab, Arthur Tell (1896–1945), Schweizer Geher
- Schwab, Barbara († 1505), deutsches Hexenprozess-Opfer
- Schwab, Bernhard (* 1960), deutscher Politikmanager
- Schwab, Brandon (* 1974), US-amerikanischer Basketballschiedsrichter
- Schwab, Carina (* 1990), deutsche Rennrodlerin
- Schwab, Carola (* 1959), deutsche Balletttänzerin und Tanzpädagogin
- Schwab, Charles (* 1937), US-amerikanischer Unternehmer und PhilanthropCharles Schwab (* 1937)

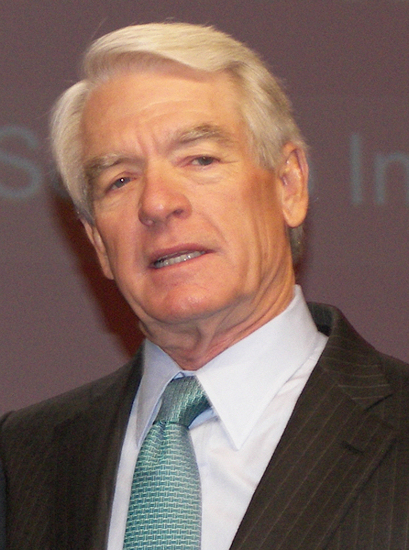
Charles Schwab (* 1937)

- Schwab, Charles M. (1862–1939), US-amerikanischer Industrieller
- Schwab, Charlotte (* 1952), Schweizer Schauspielerin
- Schwab, Coa (* 1976), US-amerikanischer Komponist und Oboist
- Schwab, Corey (* 1970), kanadischer Eishockeytorwart und -trainer
- Schwab, Corinna (* 1999), deutsche LeichtathletinCorinna Schwab (* 1999)

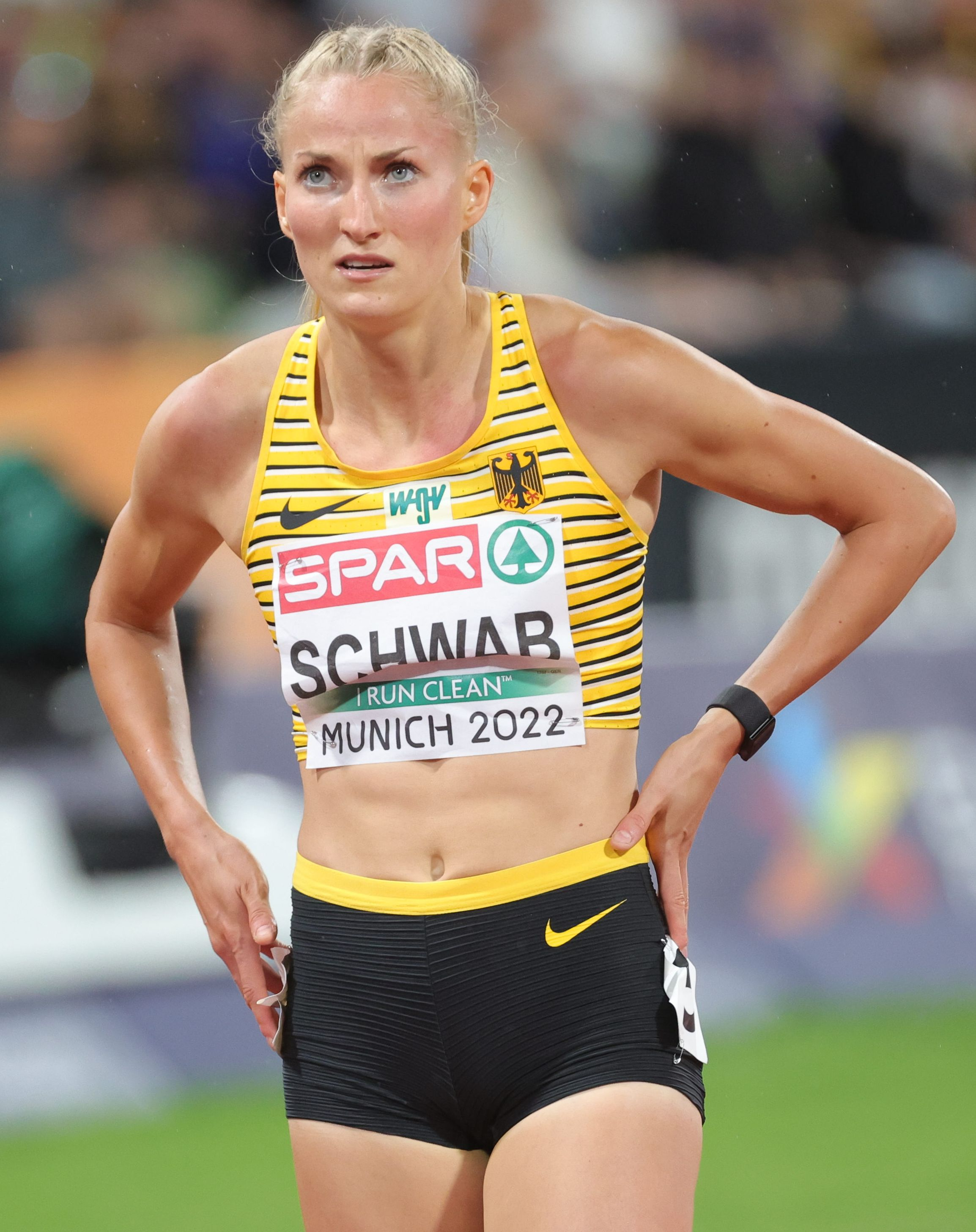
Corinna Schwab (* 1999)

- Schwab, David (1748–1823), Kaufmann, Bankier und Politiker
- Schwab, Dieter (* 1935), deutscher Rechtswissenschaftler
- Schwab, Dietrich, antijüdischer Schriftsteller
- Schwab, Elke (* 1964), deutsche Schriftstellerin
- Schwab, Éric (1910–1977), französischer Fotograf
- Schwab, Erwin (* 1964), deutscher Amateurastronom
- Schwab, Eugen (1892–1965), deutscher Bildhauer
- Schwab, Fabian, deutscher Schauspieler und Synchronsprecher
- Schwab, Frank (* 1963), deutscher Psychologe und Hochschullehrer
- Schwab, Friedrich (1803–1869), Schweizer Pfahlbauforscher, Sammler, Museumsstifter
- Schwab, Friedrich (1912–1992), deutscher Kaufmann und Unternehmer, Gründer des Schwab-Versandes
- Schwab, Fritz (1919–2006), Schweizer Geher
- Schwab, Fritz jun. (1932–2022), österreichischer Manager
- Schwab, Gabriele (* 1946), Literaturwissenschaftlerin und Hochschullehrerin
- Schwab, Georg (1901–1979), deutscher Schmiede- und Installationsmeister und Politiker (FDP), MdL Bayern
- Schwab, Georg-Maria (1899–1984), deutscher Chemiker und Hochschullehrer
- Schwab, George D. (* 1931), US-amerikanischer Politikwissenschaftler und Hochschullehrer
- Schwab, Gernot (* 1979), österreichischer Naturbahnrodler
- Schwab, Gottfried (1851–1903), deutscher Dichter und Schriftsteller
- Schwab, Günther (1904–2006), österreichischer Schriftsteller
- Schwab, Gustav (1792–1850), deutscher Pfarrer, Gymnasialprofessor und SchriftstellerGustav Schwab (1792–1850)

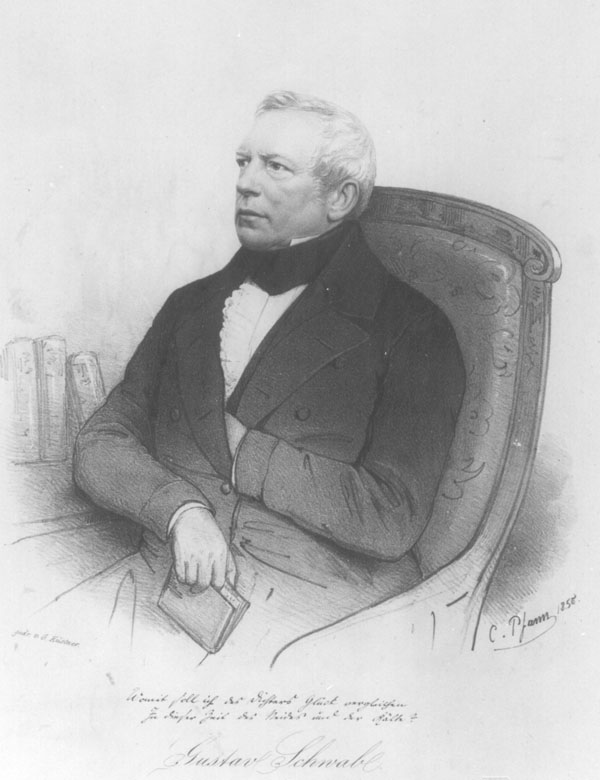
Gustav Schwab (1792–1850)

- Schwab, Gustav (1866–1944), Theaterschauspieler
- Schwab, Gustav von (1853–1912), deutscher Jurist
- Schwab, Hanni (1922–2004), Schweizer Archäologin
- Schwab, Hans (1932–2012), deutscher Radrennfahrer
- Schwab, Heinrich W. (1938–2025), deutscher Musikwissenschaftler
- Schwab, Helge (* 1971), deutscher Politiker (FW), MdL Rheinland-Pfalz
- Schwab, Hermann (1879–1962), deutscher Journalist und Pressedienst-Gründer
- Schwab, Hermann (1917–2000), deutscher Kommunalpolitiker (parteilos), Bürgermeister und Oberbürgermeister von Winnenden
- Schwab, Hilde (* 1946), Schweizer Unternehmerin und StifterinHilde Schwab (* 1946)

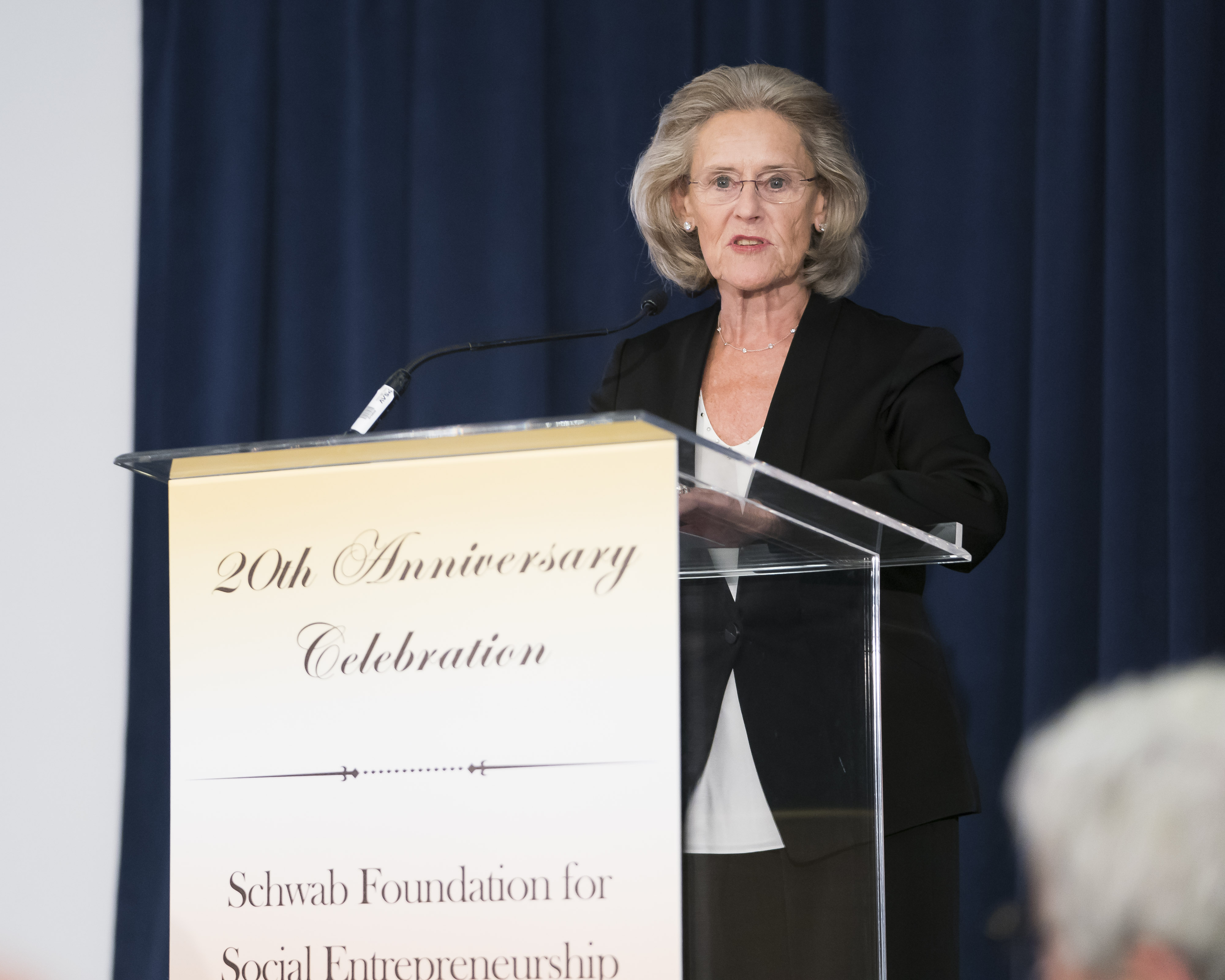
Hilde Schwab (* 1946)

- Schwab, Horst (1935–2017), deutscher Maler und Bildhauer
- Schwab, Hubert (* 1982), Schweizer Radrennfahrer
- Schwab, Januarius (1668–1742), deutscher Benediktinerabt
- Schwab, Jelysaweta (* 2007), ukrainische Sprinterin
- Schwab, Johann Baptist (1811–1872), deutscher katholischer Theologe und Historiker
- Schwab, Johann Christoph (1743–1821), württembergischer Philosoph
- Schwab, Johann Georg (1784–1852), deutscher Unternehmer, Lithograf, Kupferstecher und einer der ersten deutschen Fotografen
- Schwab, Johanna (1934–2024), österreichische Nonne, Barmherzige Schwester, Gründerin von Children of Kosovo
- Schwab, Jörg Josef (* 1976), deutscher Organist und Kirchenmusiker
- Schwab, Josef (1807–1873), österreichischer Richter und Politiker, Landtagsabgeordneter
- Schwab, Josef (1865–1940), deutscher Journalist
- Schwab, Josef (* 1934), deutscher Cellist
- Schwab, Jürgen (* 1962), deutscher Musiker, Musikwissenschaftler und Journalist
- Schwab, Jürgen (1967–2023), deutscher rechtsextremer Publizist
- Schwab, Justus (1847–1900), Betreiber einer New Yorker Kneipe
- Schwab, Karl (1920–2003), deutscher Gewerkschafter
- Schwab, Karl (1936–2020), österreichischer Politiker (FPÖ), Landtagsabgeordneter, Mitglied des Bundesrates
- Schwab, Karl Heinrich von (1781–1847), württembergischer Justizminister
- Schwab, Karl-Heinz (1920–2008), deutscher Jurist und emeritierter Professor für bürgerliches Recht und Zivilprozessrecht
- Schwab, Karl-Tobias (1887–1967), deutscher Glasmaler, Grafiker, Schriftgestalter, Medailleur und Hochschullehrer
- Schwab, Klaus (* 1938), deutscher Wirtschaftswissenschaftler, Gründer des WeltwirtschaftsforumsKlaus Schwab (* 1938)

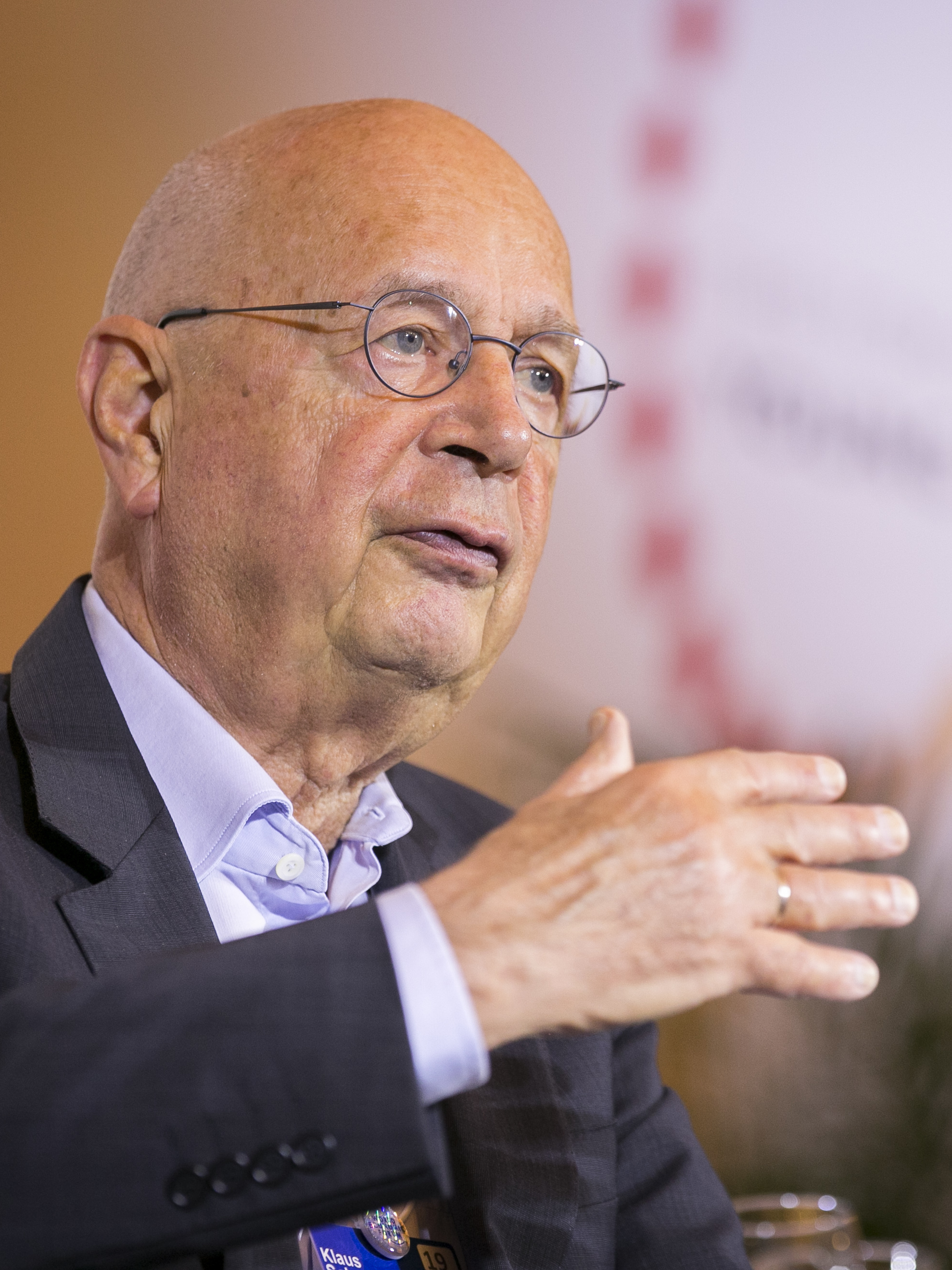
Klaus Schwab (* 1938)

- Schwab, Konrad Ludwig (1780–1859), deutscher Tiermediziner
- Schwab, Kunigunde (1910–1997), deutsche Politikerin (KPD), Vizepräsidentin der Verfassunggebenden Versammlung in Bayern, Pazifistin, Widerstandskämpferin
- Schwab, Lisa (* 1989), deutsche Fußballspielerin
- Schwab, Löw (1794–1857), österreichischer Rabbiner
- Schwab, Ludwig († 1939), österreichischer Porträtfotograf
- Schwab, Ludwig (1921–1987), deutscher Politiker (CDU), MdL
- Schwab, Martin (1923–2001), deutscher Erziehungswissenschaftler und Hochschullehrer
- Schwab, Martin (1926–2012), deutscher Volksmusikant
- Schwab, Martin (* 1937), deutscher Schauspieler
- Schwab, Martin (* 1967), deutscher Rechtswissenschaftler und Hochschullehrer
- Schwab, Martin (* 1969), deutscher Poolbillardspieler
- Schwab, Martin E. (* 1949), Schweizer Neurobiologe
- Schwab, Marx, deutscher Silberschmied
- Schwab, Matthias (* 1963), deutscher Mediziner und HochschullehrerMatthias Schwab (* 1963)

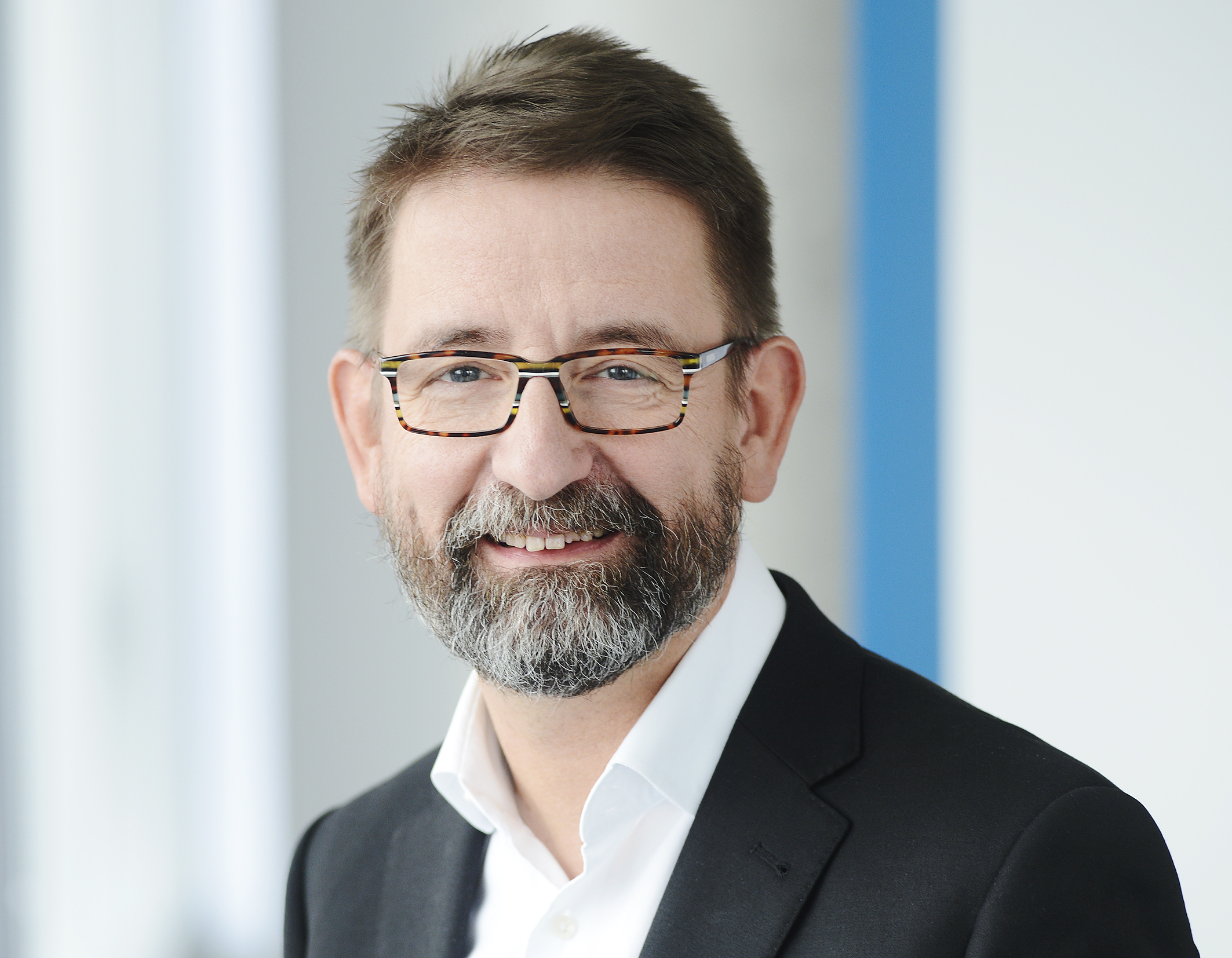
Matthias Schwab (* 1963)

- Schwab, Matthias (* 1986), österreichischer Eishockeyspieler
- Schwab, Max (1932–2024), deutscher Geologe
- Schwab, Michael (1853–1898), deutsch-amerikanischer Gewerkschafter
- Schwab, Moïse (1839–1918), französischer jüdischer Gelehrter
- Schwab, Oscar (1882–1955), schweizerisch-US-amerikanischer Bahnradsportler
- Schwab, Otto (1889–1959), deutscher Ingenieur, Studentenfunktionär und Experte für Wehrwissenschaften
- Schwab, Otto (1903–1972), deutscher Militär, Offizier der Volkspolizei und der NVA
- Schwab, Otto, deutscher Fußballspieler und -trainer
- Schwab, Paulina (* 1998), deutsche Schauspielerin
- Schwab, Peter, Schultheiss der Stadt Bern
- Schwab, Peter (1729–1791), südwestdeutscher Bildhauer
- Schwab, Philipp David (1806–1864), badischer Autor, Ökonom und Bürgermeister der Gemeinde Hockenheim
- Schwab, Philomena (* 1989), Schweizer Game-Designerin
- Schwab, Raymond (* 1906), deutscher Fußballspieler und -trainer
- Schwab, Richard (1917–1981), deutscher Fußballspieler
- Schwab, Roland (* 1963), Schweizer Musiker und Musikpädagoge
- Schwab, Roland (* 1969), deutscher Musiktheaterregisseur
- Schwab, Sarah (* 1993), Schweizer Unihockeyspielerin
- Schwab, Sebastian (* 1977), deutscher Schauspieler und Regisseur
- Schwab, Sepp (1897–1977), deutscher Journalist, Diplomat und Politiker (USPD, KPD)
- Schwab, Sigi (1940–2024), deutscher Gitarrist und Komponist
- Schwab, Stefan (* 1961), deutscher Neurologe und Hochschullehrer
- Schwab, Stefan (* 1987), deutscher Leichtathlet
- Schwab, Stefan (* 1990), österreichischer FußballspielerStefan Schwab (* 1990)

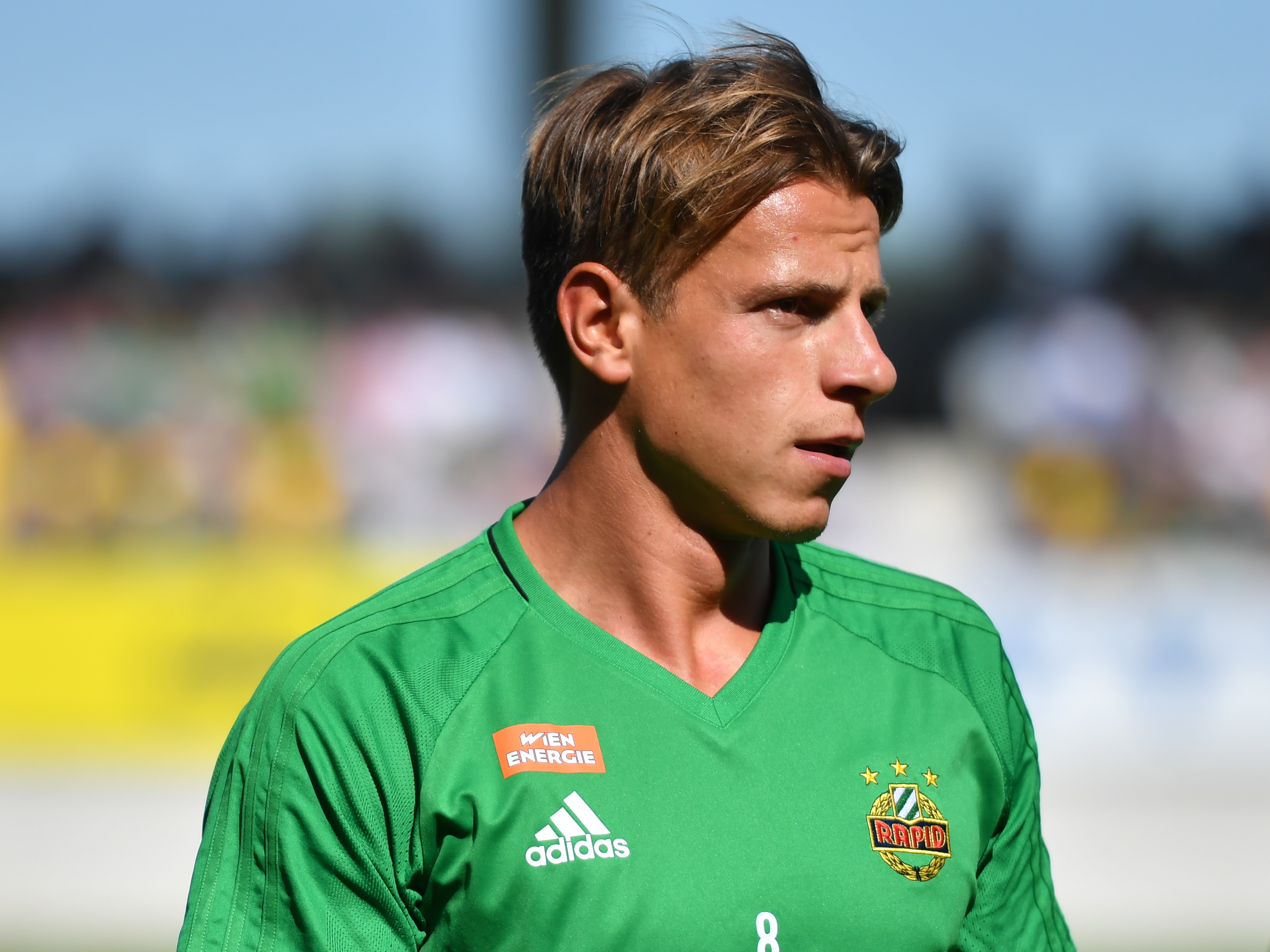
Stefan Schwab (* 1990)

- Schwab, Susan (* 1955), US-amerikanische Politikerin und Managerin
- Schwab, Susanne, deutsche Schauspielerin, Synchronsprecherin, Fernsehmoderatorin und Autorin
- Schwab, Thomas (* 1962), deutscher Rennrodler, Bundestrainer und Sportfunktionär
- Schwab, Thomas (* 1975), deutscher Musiker, Komponist und Musikproduzent
- Schwab, Thomas (* 1983), österreichischer Eishockeyspieler
- Schwab, Thorsten (* 1975), deutscher Politiker (CSU), MdL
- Schwab, Tobias (* 1985), deutscher Eishockeyspieler
- Schwab, Ulrich (* 1941), deutscher Theaterleiter
- Schwab, Ulrich (* 1957), deutscher evangelischer Theologe
- Schwab, V. E. (* 1987), US-amerikanische SchriftstellerinV. E. Schwab (* 1987)

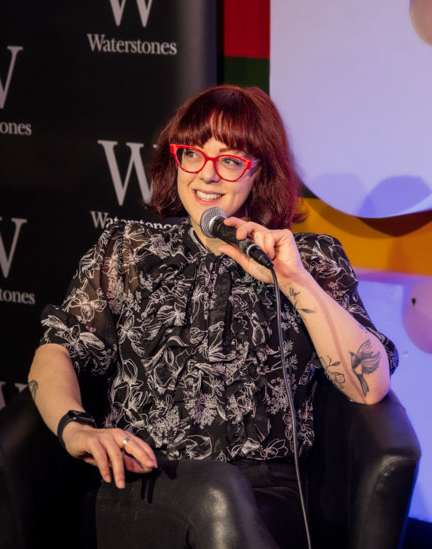
V. E. Schwab (* 1987)

- Schwab, Valentin (1948–2012), deutscher Fotograf und Filmemacher
- Schwab, Vinzenz (* 1981), österreichischer elektroakustischer Komponist, Sounddesigner und Improvisationsmusiker
- Schwab, Waltraud (* 1956), deutsche Journalistin und Schriftstellerin
- Schwab, Werner (1922–2004), deutscher Mediziner auf dem Gebiet der Hals-Nasen-Ohrenheilkunde
- Schwab, Werner (1958–1994), österreichischer Schriftsteller
- Schwab, Winfried (* 1964), deutscher Benediktinerpater, Abt der Abtei Neuburg
- Schwab-Felisch, Hans (1918–1989), deutscher Journalist und Literaturhistoriker
- Schwab-Hasse, Maria (1909–1988), deutsche Malerin, Grafikerin und Kunsthandwerkerin
- Schwab-Plüss, Margaretha (1881–1967), Schweizer Schriftstellerin
- Schwab-Trapp, Michael (1957–2004), deutscher Soziologe

### Schwaba
- Schwaba, Günter (* 1948), deutscher Fußballspieler
- Schwabach, Dagobert (1846–1920), deutscher Otologe
- Schwabach, Erik-Ernst (1891–1938), deutscher Verleger, Autor und Mäzen
- Schwabach, Felix (1855–1928), deutscher Beamter und Politiker (NLP), MdR
- Schwabach, Julius Leopold (1831–1898), deutscher Bankier
- Schwabach, Kurt (1898–1966), deutscher Schlagertexter
- Schwabach, Otto (1873–1944), deutscher Bauunternehmer in Leipzig
- Schwabach, Paul von (1867–1938), deutscher Historiker und Bankier
- Schwabacher, Sascha (1875–1943), deutsche, jüdische Kunsthistorikerin und Journalistin
- Schwabacher, Willy (1897–1972), deutscher Numismatiker

### Schwabb
- Schwabbauer, Norbert (1967–2017), deutscher Atmungstherapeut und medizinischer Autor

### Schwabe
- Schwabe, Alwin (1852–1923), schweizerisch-deutscher Verleger
- Schwabe, Andreas (* 1958), deutscher Handballspieler und -trainer
- Schwabe, Anneke (* 1978), deutsche Schauspielerin
- Schwabe, Anton († 1605), lutherischer Geistlicher und Schriftsteller
- Schwabe, Antonie (* 1948), deutsche Badmintonspielerin
- Schwabe, Astrid (* 1977), deutsche Historikerin
- Schwabe, Bendix Gumpel, deutscher Kaufmann, jüdischer Vorsteher
- Schwabe, Benno (1841–1907), deutsch-schweizerischer Verleger
- Schwabe, Betty (* 1875), deutsche Violinistin und Violinlehrerin
- Schwabe, Bruno (1834–1918), Generaloberstabsarzt der Weimarer Garnison
- Schwabe, Carl Heinrich (1717–1782), kursächsischer Bergrat und Amtmann
- Schwabe, Carl Lebrecht (1778–1851), Oberbürgermeister der Stadt Weimar (1820–1838), Advokat
- Schwabe, Carl Wilhelm (1807–1873), deutscher Mediziner
- Schwabe, Carlos (1866–1926), Schweizer Maler und Grafiker
- Schwabe, Christoph (1934–2025), deutscher Musiktherapeut, Musiker und Maler
- Schwabe, Daniel (* 1592), deutscher Wundarzt
- Schwabe, Dieter (* 1956), deutscher Fußballspieler
- Schwabe, Emil (1856–1924), deutscher Genre- und Porträtmaler der Düsseldorfer Schule
- Schwabe, Ernst-Otto (1929–2005), deutscher SED-Funktionär, Journalist und Chefredakteur
- Schwabe, Frank (* 1970), deutscher Politiker (SPD), MdBFrank Schwabe (* 1970)

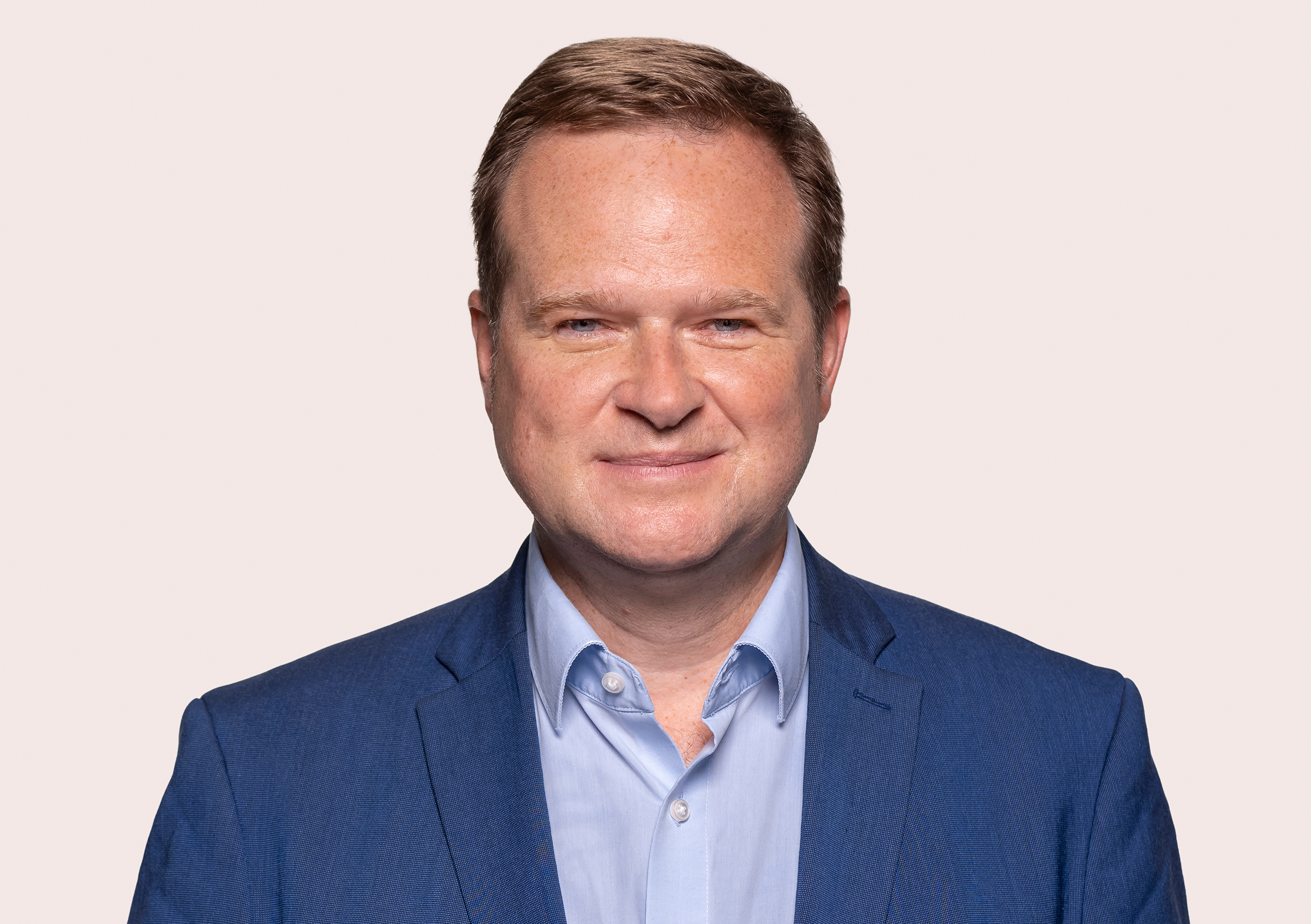
Frank Schwabe (* 1970)

- Schwabe, Friedrich Wilhelm (1780–1842), deutscher Arzt
- Schwabe, George B. (1886–1952), US-amerikanischer Politiker
- Schwabe, Gustav Christian (1813–1897), Kaufmann, Reeder und Kunstförderer
- Schwabe, Hansrudolf (1924–2014), Schweizer Verleger, Autor und Buchhändler
- Schwabe, Hartmut (* 1943), deutscher Sprinter
- Schwabe, Heinrich (1847–1924), deutscher Bildhauer
- Schwabe, Heinrich August (1843–1916), deutschamerikanischer Maler
- Schwabe, Heinz (1910–1988), deutscher Zeichner und Grafiker
- Schwabe, Hermann (1830–1874), deutscher Statistiker
- Schwabe, Ida Gertrud (1886–1980), Schweizer Malerin
- Schwabe, Jakob (* 1989), deutscher Handballspieler und -trainer
- Schwabe, Joachim (* 1983), deutscher Fußballspieler
- Schwabe, Joachim Gottlieb (1754–1800), deutschbaltischer Pfarrer und Kalenderschriftsteller
- Schwabe, Johan Friderich (1749–1821), norwegischer Jurist und Inspektor in Grönland
- Schwabe, Johann († 1732), deutscher Kaufmann, Unternehmer und Stifter
- Schwabe, Johann Friedrich Heinrich (1779–1834), deutscher Mineraloge und Pfarrer
- Schwabe, Johann Gottlob (1749–1809), deutscher Arzt, Hofrat und Hofchirurg
- Schwabe, Johann Gottlob Samuel (1746–1835), deutscher Philologe, Gymnasiallehrer und Schulrat
- Schwabe, Johann Joachim (1714–1784), deutscher Gelehrter, Schriftsteller und Philosoph
- Schwabe, Jonas (* 2003), deutsch-thailändischer Fußballspieler
- Schwabe, Julius (1821–1892), deutscher Arzt
- Schwabe, Julius (1892–1980), Schweizer Symbolforscher
- Schwabe, Jürgen (* 1937), deutscher Rechtswissenschaftler
- Schwabe, Karl (1877–1938), deutscher Gutsbesitzer und Politiker (DNVP)
- Schwabe, Karl (1897–1937), deutscher Sportpilot
- Schwabe, Karl Adolf (1909–1990), deutscher Politiker (NSDAP), MdR
- Schwabe, Katharina (* 1993), deutsche Volleyballspielerin
- Schwäbe, Kevin (* 1990), deutscher Ringer
- Schwabe, Klaus (* 1932), deutscher Historiker und Hochschullehrer
- Schwabe, Klaus (* 1938), deutscher Flottillenadmiral der Deutschen Marine
- Schwabe, Klaus (1939–2017), deutscher Bildhauer
- Schwabe, Kurd (1866–1920), deutscher Militär und Autor
- Schwabe, Kurt (1905–1983), deutscher Chemiker
- Schwabe, Kurt (1916–2010), deutscher Archivpfleger und Regionalforscher
- Schwabe, Lars (* 1981), deutscher Psychologe
- Schwabe, Louis (1798–1845), Seidenfabrikant
- Schwabe, Ludwig von (1835–1908), deutscher Philologe und Archäologe; Rektor in Tübingen
- Schwabe, Manfred (* 1960), deutscher Schauspieler und Schauspiellehrer
- Schwäbe, Marvin (* 1995), deutscher FußballtorhüterMarvin Schwäbe (* 1995)

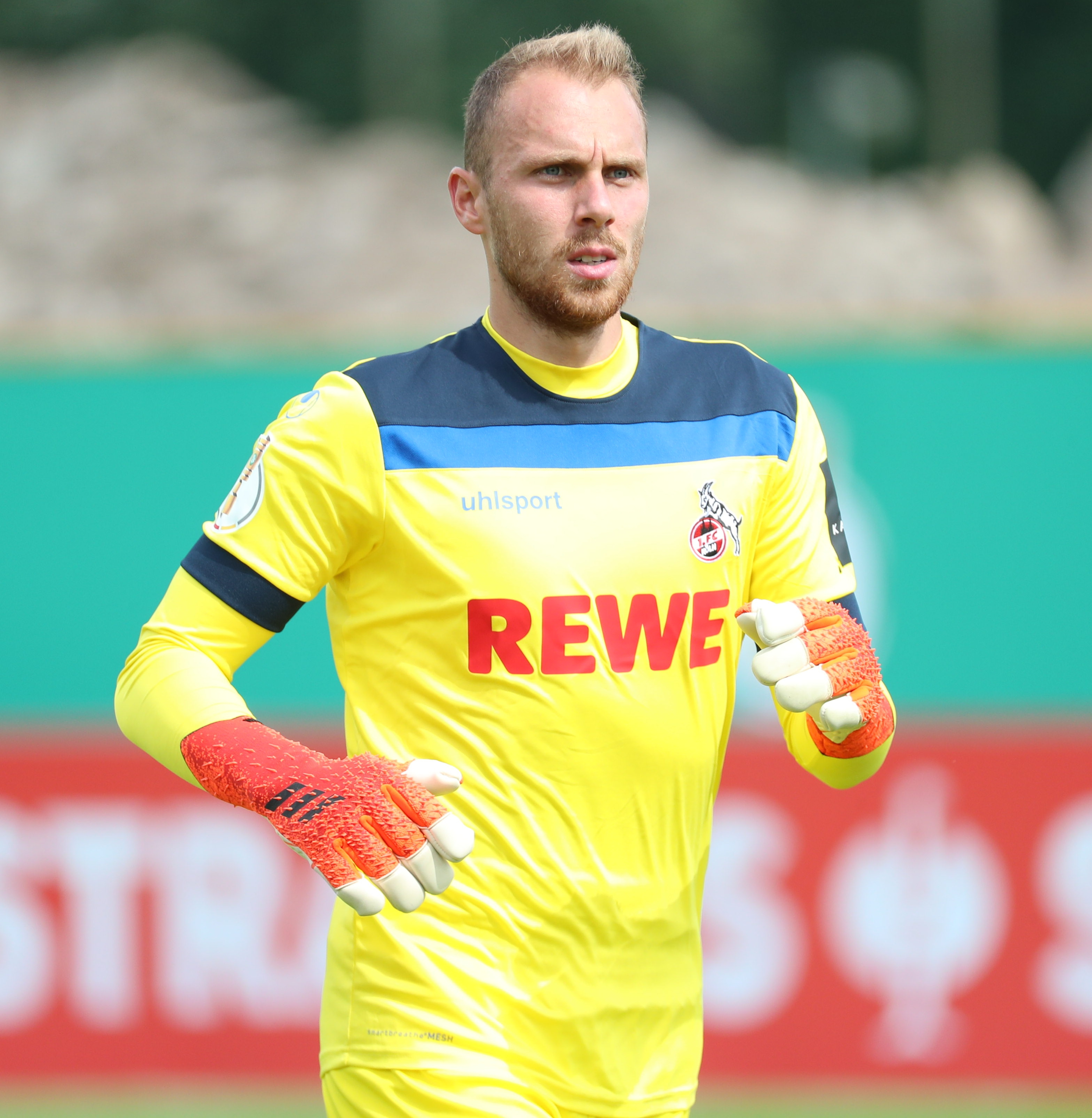
Marvin Schwäbe (* 1995)

- Schwabe, Max (1905–1983), US-amerikanischer Politiker
- Schwabe, Max (1929–1970), deutscher Kunstflieger, Fluglehrer und Unternehmer
- Schwabe, Moshe (1889–1956), deutsch-israelischer Altphilologe und Epigraphiker
- Schwabe, Oliver (* 1966), deutscher Filmregisseur, Kameramann und Drehbuchautor
- Schwabe, Otto (1894–1937), deutscher jüdischer Arzt
- Schwabe, Paul (1890–1967), deutscher Archivar
- Schwabe, Samuel Heinrich (1789–1875), deutscher Astronom
- Schwabe, Sophia (* 2003), deutsche Hockeyspielerin
- Schwabe, Stephanie (* 1957), Geologin und Hochschullehrerin
- Schwabe, Sylvia (* 1962), deutsche Ruderin
- Schwabe, Theodor (1813–1880), deutsch-russischer Optik-Unternehmer
- Schwabe, Toni (1877–1951), deutsche Schriftstellerin, Übersetzerin und FrauenrechtlerinToni Schwabe (1877–1951)

Toni Schwabe (1877–1951)

- Schwabe, Traugott Lebrecht (1737–1812), Bürgermeister von Weimar
- Schwabe, Ulrich (1935–2021), deutscher Arzt und Pharmakologe
- Schwabe, Uwe (* 1962), deutscher Bürgerrechtler der Friedlichen Revolution 1989
- Schwabe, Wilhelm Ernst (1775–1851), deutscher Jurist
- Schwabe, Willi (1915–1991), deutscher Schauspieler, Sänger und Moderator
- Schwabe, Willmar (1839–1917), Homöopath, Apotheker, Buchautor und Firmengründer
- Schwabe, Winfried, deutscher Jurist und Lehrbuchautor
- Schwabe, Wolfgang (1910–1978), deutscher Verwaltungsbeamter und Politiker (SPD), MdB, MdEP
- Schwabe-Kratochwil, Angelika (* 1950), deutsche Botanikerin und Hochschullehrerin
- Schwabedissen, Hermann (1911–1994), deutscher Prähistoriker
- Schwabedissen, Katharina (* 1972), deutsche Politikerin (Die Linke)
- Schwabedissen, Walter (1896–1989), deutscher Generalleutnant der Luftwaffe der Wehrmacht
- Schwaben, Metta von (1636–1709), Wohltäterin, Konventualin und Priorin des Klosters Uetersen
- Schwabenau, Agathe von (1857–1950), österreichische Künstlerin
- Schwabenbauer, Kim (* 1980), US-amerikanische Triathletin
- Schwabeneder, Florian (* 1992), österreichischer Schachspieler
- Schwabeneder, Franz (* 1942), österreichischer Journalist, Theaterkritiker und Autor
- Schwabeneder, Mathilde (1956–2025), österreichische Journalistin
- Schwabeneder, Stefan (* 1969), deutscher Hörfunkmoderator und Comedyautor
- Schwabenhansl, deutscher Conférencier in Frankfurt beim Kabarett und Rundfunk- und Schallplattenhumorist
- Schwabenicky, Wolfgang (* 1940), deutscher Pädagoge, Chorleiter, Historiker, Archäologe, Bauforscher und Denkmalpfleger
- Schwabenitzky, Reinhard (1947–2022), österreichischer Regisseur, Produzent und Drehbuchautor
- Schwabenland, Dennis (* 1983), deutsch-schweizerischer Theater- und Filmregisseur, Schauspieler und Autor
- Schwabenland, Georg (* 1967), deutscher Ringer
- Schwabenland, Ina (* 1978), deutsche Basketballspielerin
- Schwaber, Ken (* 1945), US-amerikanischer SoftwareentwicklerKen Schwaber (* 1945)

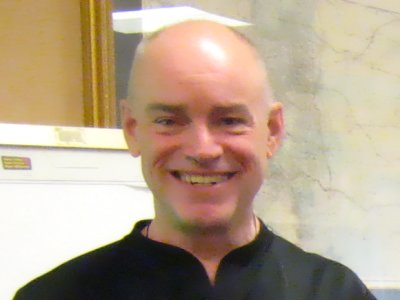
Ken Schwaber (* 1945)

### Schwabh
- Schwabhäuser, Wolfram (1931–1985), deutscher Mathematiker

### Schwabi
- Schwabinger, Gisela (1929–2014), deutsche Chansonsängerin und Gastronomin

### Schwabl
- Schwabl von Gordon, Gert (1928–2021), klassischer Reitlehrer, Pferdeausbilder und Autor
- Schwabl, Alois (1912–1977), österreichischer Kugelstoßer
- Schwabl, Andreas (* 1986), österreichischer Biathlet
- Schwäbl, Dieter (1928–2014), deutscher Politiker (SPD), MdA
- Schwäbl, Franz (1890–1951), deutscher Architekt und kommunaler Baubeamter in Ingolstadt
- Schwabl, Franz (1938–2009), österreichischer Physiker
- Schwäbl, Franz Xaver (1778–1841), Bischof von Regensburg (1833–1841)
- Schwabl, Hans (1924–2016), österreichischer Altphilologe
- Schwabl, Iris (* 1987), österreichische Biathletin
- Schwabl, Ludwig (1921–2007), bayerischer Politiker (SPD), MdL
- Schwabl, Manfred (* 1966), deutscher FußballspielerManfred Schwabl (* 1966)

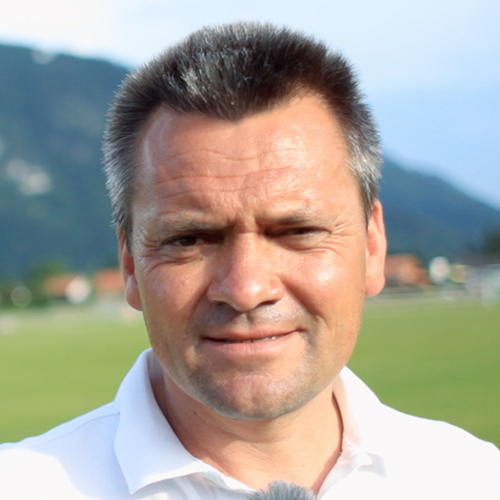
Manfred Schwabl (* 1966)

- Schwabl, Markus (* 1990), deutscher Fußballspieler
- Schwabl, Thaddäus (1917–1993), österreichischer Skirennläufer
- Schwabl, Walter (* 1949), österreichischer Skispringer
- Schwäblein, Jörg (* 1952), deutscher Politiker (CDU), MdL

### Schwabr
- Schwabroh, Anna Katharina (* 1979), deutsche Theater- und Filmschauspielerin